# Rotting (album)
"Rotting" – to drugi studyjny album death, thrash metalowej grupy muzycznej Sarcófago, wydany w sierpniu 1989 roku przez Cogumelo Records. Tuż przez nagraniem albumu zespół opuścił perkusista zespołu D. D. Crazy (Eduardo), a jego miejsce zajął inny: M. Joker.

## Lista utworów
1. "Rotting" - 7:00
2. "Sex, Drinks and Metal" - 3:23
3. "Nightmare" - 6:35
4. "The Lust" - 0:30
5. "Alcoholic Coma" - 6:32
6. "Tracy" - 9:00

## Twórcy
- Gerald "Incubus" Minelli - gitara basowa, wokal wspierający
- Wagner Antichrist - śpiew, gitara
- M. Joker - perkusja, wokal wspierający